# 颱風艾達 (1958年)
颱風艾黛（英語：Typhoon Ida）是1958年太平洋颱風季第16個被命名的風暴。艾達在日本本州神奈川縣登陸之前，聯合颱風警報中心評定艾達的接近中心最高持續風速為每小時325公里，海平面氣壓為877毫巴（百帕，25.9英寸汞柱），一度是20世紀西北太平洋氣壓最低的熱帶氣旋，但該紀錄已先後被1973年颱風娜拉、1975年颱風琴茵及1979年颱風泰培所打破。艾達為日本靜岡縣伊豆半島和關東地方等地，特別是狩野川周圍帶來嚴重破壞，造成逾1900宗泥石流、1269人喪生及約5000萬美元的財產損失。日本氣象廳將艾達命名為狩野川颱風，是氣象廳十個命名風暴其中之一。

## 氣象歷史
熱帶風暴艾達於1958年9月20日在關島以東海域形成，最初朝西移動及橫過該島，之後很快便增強為颱風。9月22日，艾達開始轉向偏北移動，是為9月風暴的典型移動行徑。在這段時間，颶風獵人偵察機被派往艾達的中心偵測，報告風眼已被遮蔽，過去連續24小時眼壁仍然不完整。可是在翌日15時，艾達開始急劇增強，其中心氣壓平均每小時下降了5.8百帕斯卡，而風眼就變得更為清晰。9月24日5時，偵察機在關島西北方約966公里處投擲一部投落送往艾達的中心，該儀器偵測到艾達的最低氣壓是877百帕斯卡；同時也估計其接近中心最高持續風速為每小時345公里。當時偵察機再前往艾達的風眼，偵測到在風眼處的海平面溫度為攝氏33度、濕度只有50％。如此溫暖和乾燥的風眼，在廣闊的海洋上是甚為罕見的。
在艾達的達到其巔峰強度後36小時，偵察機報告風眼已再被密雲遮蔽，意味著其強度正在減弱、風速也下降。艾達最後以190公里每小時的風速、949百帕斯卡的中心氣壓，於9月26日在日本本州神奈川縣登陸，並橫過本州東部及在福島縣出海。9月27日早上，艾達轉化成溫帶氣旋，其殘餘經過札幌和千島列島，再於9月28日較後時段消散。
艾達的海平面氣壓為877毫巴（百帕，25.9英寸汞柱），一度是20世紀西北太平洋氣壓最低的熱帶氣旋，但該紀錄已先後被1973年颱風娜拉、1975年颱風琴茵及1979年颱風泰培所打破。

## 影響
| 排名                                            | 颱風   | 年份 | 氣壓 | 氣壓     |
| 排名                                            | 颱風   | 年份 | 百帕 | 英寸汞柱 |
| ----------------------------------------------- | ------ | ---- | ---- | -------- |
| 1                                               | 泰培   | 1979 | 870  | 25.69    |
| 2                                               | 娜拉   | 1973 | 875  | 25.84    |
| 2                                               | 琴茵   | 1975 | 875  | 25.84    |
| 4                                               | 艾達   | 1958 | 877  | 25.9     |
| 5                                               | 吉蒂   | 1966 | 880  | 25.99    |
| 5                                               | 麗妲   | 1978 | 880  | 25.99    |
| 5                                               | 雲妮莎 | 1984 | 880  | 25.99    |
| 8                                               | 蓮娜   | 1953 | 885  | 26.13    |
| 8                                               | 瓊安   | 1959 | 885  | 26.13    |
| 8                                               | 艾瑪   | 1971 | 885  | 26.13    |
| 8                                               | 佛瑞特 | 1983 | 885  | 26.13    |
| 8                                               | 鮎魚   | 2010 | 885  | 26.13    |
| 来源：日本气象厅北太平洋台风 最佳路径分析数据。 |        |      |      |          |

艾達為日本帶來的自然災害頗為嚴重。艾達吹襲日本時伴隨暴雨，單在靜岡縣伊豆半島的天城山就已經錄得了748.6毫米雨量。首都東京亦錄得雨量為約430毫米，是自1876年有紀錄以來最高單日總雨量。暴雨同時為狩野川和荒川等地釀成氾濫，其中狩野川洪災導致了伊豆半島沿岸村莊的破壞；暴雨也造成至少1900宗泥石流，包括發生在東京地區的786宗個案。在千葉市發生了1.1米的風暴潮，淹沒了12萬英畝的稻田。沿岸有共32艘船隻失蹤或沉沒、另有20艘船隻受損。風勢方面，艾達為東京帶來高達每小時160公里的陣風，持續風速也有每小時130公里，不過單是颶風所帶來的破壞卻相對地小。
據1958年10月初《時代雜誌》有關艾達的報導，稱艾達為自1934年室戶颱風之後日本最嚴重的風災。在東京，風暴造成當地廣泛停電和交通系統癱瘓，在重災區伊豆半島的通訊更被中斷。全國各地共有超過244條道路或鐵路橋樑被毀，521,715間房屋被淹浸、另有16,743間房屋受到一定程度的破壞，包括2,118間倒塌、2,175間受損。風暴也導致50萬人無家可歸，後來大幅修正為只有12,000人。總經濟損失估計為5,000萬美元（以1958年計，下同）或206億日元。有1,269人在風暴中死亡（包括失蹤人數381人，並被推定為已經罹難）、1,138人受傷，成為日本史上第三多人死亡的風災。
在風暴平息後，美軍提供了救援物資和派遣士兵，以參與救災工作；此外有大約200名消防員前往狩野川協助救災。由於艾達為日本帶來嚴重破壞，故日本氣象廳為它命名為狩野川颱風，是為氣象廳十個命名颱風其中之一。
圖片廊

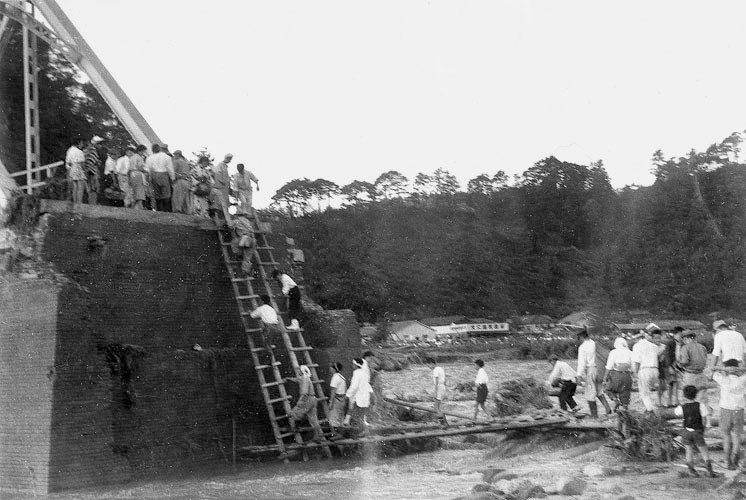
位於伊豆半島的大仁橋在風災中受到破壞
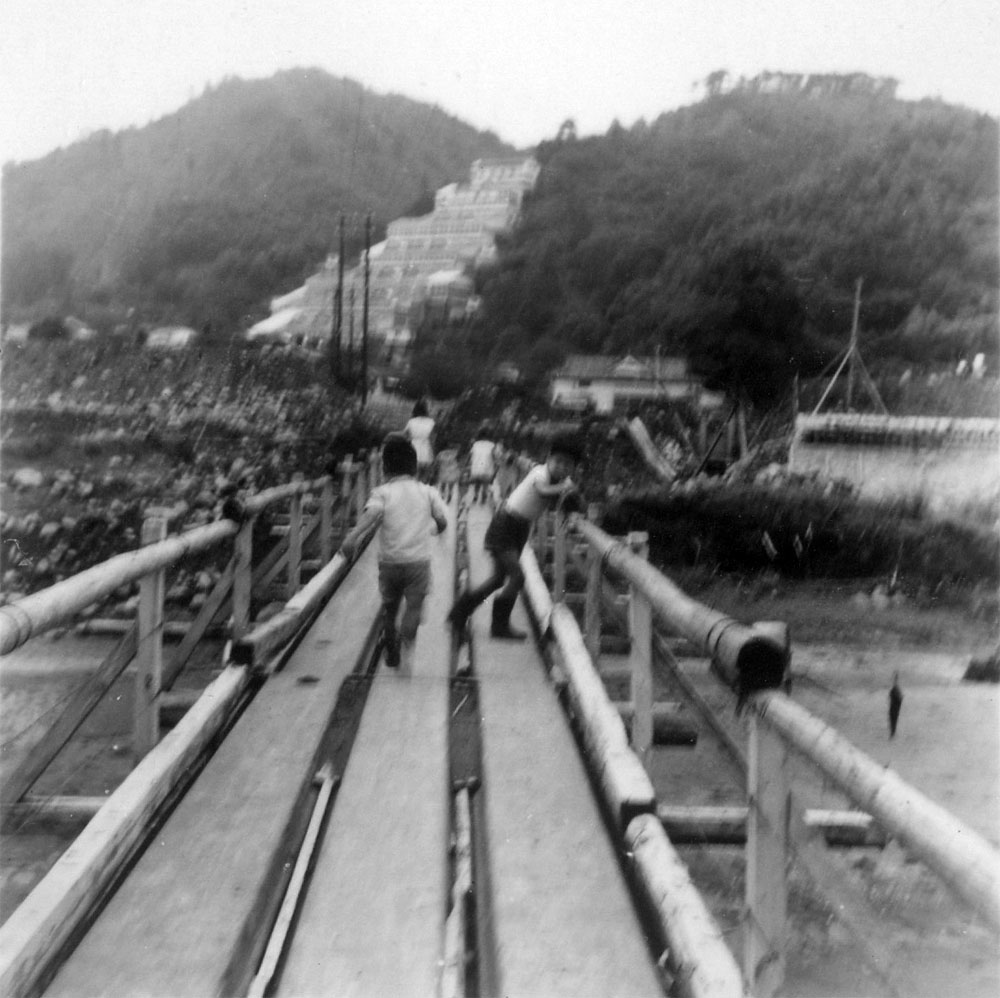
因大仁橋受損而在旁邊架設的臨時橋